# Hitparáda
Hitparáda je seznam či žebříček hudebních nahrávek – písniček nebo instrumentálních skladeb – které jsou nejpopulárnější v rámci sledovaného období (týden, měsíc, rok). Popularita příslušných nahrávek je obvykle stanovena podle hlasování posluchačů (dříve např. korespondenčně, nověji prostřednictvím SMS zpráv, nebo internetu – posluchačská anketa)
Hitparáda může být také označení pro rozhlasový nebo televizní pořad, ve kterém se vysílají hudební nahrávky ze zmíněného seznamu.

## Historie v Česku
Jednou z prvních hitparád v bývalém Československu byla na počátku 60. let 20. století rozhlasová Houpačka respektive Dvanáct na houpačce, kterou dramaturgicky a autorsky připravoval hudební kritik Jiří Černý a kde zpočátku v roli moderátorů působila tehdy velmi populární semaforská zpěvácká dvojice Jana Malknechtová a Jiří Jelínek. Dvojice populárních zpěváků pak v důsledku možného konfliktu komerčních zájmů z pořadu musela odejít. Poté byla Houpačka moderována Jiřím Černým a jeho manželkou Mirkou Černou. Houpačka byla velmi úspěšným a velice populárním rozhlasovým pořadem a je dodnes považována za jednu z legend oné doby.
Mezi známé hitparády také patří např.:
- Radio 1: Hitparáda Radia 1 – zahraniční alternativní hity, Velká sedma – české a slovenské písničky (od roku 1992)
- Radio Proglas: Kolem se toč – folkové skladby (od ledna 1996)
- Česká televize: Medůza (1993–2012)